# The Devil’s Hands Are Idle Playthings
The Devil’s Hands Are Idle Playthings (рус. «Руки дьявола — бесполезная игрушка») — восемнадцатый и последний эпизод четвёртого сезона мультсериала «Футурама». Североамериканская премьера этого эпизода состоялась 10 августа 2003 года.

## Содержание
Фрай безуспешно пытается научиться играть на голофоне, надеясь таким образом покорить сердце Лилы. Но беда Фрая в том, что он может представить хорошую музыку, но не может её сыграть. При этом Лила упоминает, что имеет слабость к мужчинам с музыкальными способностями.
Бендер советует Фраю заключить сделку с Робо-Дьяволом, чтобы научиться играть на голофоне. Согласившись, он с роботом отправляется в Робо-Ад, где Дьявол предлагает ему пару робо-рук. Для выбора «донора» он крутит Большое Колесо Фортуны, на котором написаны имена всех роботов. Стрелка указывает на самого Робо-Дьявола, который и меняется руками с Фраем.
С новыми руками Фрай быстро становится звездой голофонирования: он выпускает свои записи на дисках и играет в «Шикар-неги Холле» («Hovercar-negie Hall»).
Лила без ума от музыки Фрая. Робо-Дьявол пытается вернуть себе свои руки, но Фрай их не отдаёт. Тогда Робо-Дьявол задумывает сложную многоходовую комбинацию, чтобы всё-таки вернуть свои виртуозные манипуляторы вместо бесполезных хваталок Фрая.
Робот-Гедонист просит Фрая написать оперу для него, и тот соглашается, поставив условием, что она будет посвящена Лиле. Фрай начинает работу, не давая Лиле послушать её прежде, чем опера будет завершена.
Робо-Дьявол, исполняя свой план, заключает сделку с Бендером, установив ему паровозный гудок в обмен на крышку от его блестящего зада. Испытывая приобретение, Бендер оглушает Лилу как раз накануне концерта Фрая. Появляется Робо-Дьявол. Бендер пытается оглушить и его, но гудок уже сломался. Бендер понимает, что его обманули, и предлагает Робо-Дьяволу укусить его блестящий зад, но тут же тушуется, вспомнив, что блестящую крышку на заду он тоже потерял. Робо-Дьявол довольно смеётся — первая часть плана сработала идеально.
В Столичном Доме Оперы (Metropolitan House of Opera) при полном аншлаге Фрай даёт премьеру — свою оперу «Лила: Звёздная Сирота» («Leela: Orphan of the Stars»). Лила по-прежнему глухая, но она просит не выдавать её, боясь разбить Фраю сердце. Первый акт встречен громогласным успехом, а в антракте Лила идёт на сделку с тем же Робо-Дьяволом, выменяв себе уши Калькулона на свою руку, причём дьявол заявляет, что заберет её руку позже. Во время второго акта Робо-Дьявол внезапно появляется прямо на сцене и требует у Фрая назад свои руки, угрожая жениться на Лиле и увести её в Робо-Ад. Оказывается в контракте, который Лила не глядя подписала, под словами «отдать руку» Робо-Дьявол имел в виду именно её согласие на брак. Хотя Фрай и понимает, что без дьявольских рук ему больше ничего не сыграть и не впечатлить Лилу, он соглашается, чтобы спасти её.
Выступление провалено. Все, кроме Лилы, в разочаровании покидают зал. Получив свои руки обратно, Робо-Дьявол убегает обратно в Робо-Ад, заодно прихватив с собой Голову Никсона. Лила просит его доиграть финал оперы, и Фрай играет своими грубыми неумелыми руками историю о том, что они будут вместе. Сама же реакция Лилы остаётся за кадром и поэтому неизвестна.

## Персонажи
Список новых или периодически появляющихся персонажей сериала:
- Зепп Бранниган
- Калькулон
- Робо-Дьявол
- Робот-Гедонист
- Морбо
- Жена Морбо
- Морган Проктор
- Голова Ричарда Никсона
- Юморбот 5.0
- Флорп
- Робопроповедник
- Малыш Тимми

## Изобретения будущего
- «Колесо роботов», принадлежащее Робо-Дьяволу, — барабан со стрелкой, на котором написано огромное количество имён роботов.